# Film
 For alternative betydninger, se Film (flertydig). (Se også artikler, som begynder med Film)
Film er en række billeder, der bliver vist så hurtigt, at de skaber en illusion af bevægelse. Oftest er billederne kombineret med lyd og er, skønt ikke meget ældre end hundrede år, en central kunstform i nutiden. Med et umiddelbart forståeligt billedsprog kan film opleves af stort set alle mennesker, og film kan underholde og oplyse. De skabes overalt på kloden og kan lære mennesker at forstå andre kulturer end deres egen. Samtidig er film forretning, og markedsmekanismer spiller ind på en films muligheder og skæbne.
Teknikken blev opfundet i slutningen af det 19. århundrede, læs også filmhistorien. Film kan belønnes med priser til filmfestivaler. Fx er Oscar siden 1929 uddelt til film i talrige kategorier.

## Produktion

### Idé og manuskript
Et filmprojekt kan begynde på mange måder. Fælles for dem er, at de underbygges af et manuskript, der forklarer handling, dialog og miljø for producenter, skuespillere mv. En amatør eller en professionel manuskriptforfatter kan sende sit manuskript (i dette tilfælde et spec script) til en producent og håbe på, det bliver købt. Eller idémænd kan engagere en forfatter. Manuskripter kan omskrives af andre forfattere, men de skal som udgangspunkt have ændret scriptet betydeligt for at blive krediteret for deres arbejde.
Manuskripter skrives i en særlig formatering, der kan variere i stil og elementer.

### Scenografi
Scenografien udarbejdes af en scenograf på baggrund af manuskriptet i samarbejde med instruktør og fotograf. Det laves moodboards, skitser, konceptuelle tegninger og arbejdstegninger, som der bygges efter i et studie.

### Casting
Casting er den proces, hvorved de skuespillere findes, der skal spille historiens roller. Det sker gennem audition, hvor skuespillerne læser og opfører et lille udsnit af manuskriptet.

### Optagelse
Når forarbejdet er gennemført, begynder optagelserne, enten på eksisterende lokaliteter, i kulisser eller i en bluescreen-opsætning. Enten anvendes et single-camera-setup eller multi-camera, hvor adskillige filmkameraer optager begivenheder fra forskellige vinkler og afstande.

### Efterproduktion
Efterproduktion ("post production)" er behandlingen og sammensætningen af det rå filmmateriale.

#### Musik og lydeffekter
Musik og lydeffekter er en meget vigtig del af en film. Lyd og musik kan give netop den følelse, som instruktøren ønsker. Eller en hel forkert følelse. Lydeffekter gør filmen til en "rigtig" film, fordi de giver film dramatik, uhygge, romantik osv.

#### Billedbehandling
Er den optimering af filmen der foretages efter klipning. Før foregik det på film, hvor man justerede belysningen af biografkopien så den fremstod egal og flot.
I dag foregår det stort set udelukkende digitalt i en color-corrector med mange muligheder.

#### Klipning
Under klipningen bliver optagelserne tilpasset og scener sat sammen i rækkefølge og længde for at skabe den færdige film. Men klipning er også en kunstform. Den bruges til at skabe stemning og styre hastighed og rytme, og den kan også øge dramatikken.
Når klipningen er bedst, lægger man ikke mærke til den men lever sig ind i filmens univers: derfor kaldes klipning også den usynlige kunst. I kunstfilm kan man ligefrem gøre klipningen synlig for at få modtageren til at tænke over handlingen.

## Distribution
Film kan distribueres på mange måder. Tidligere var der blot en, nemlig i biografen. I nyere tid har teknologien muliggjort lagring af film på kassettebånd (VHS-bånd især), dvd-video og i tv. Det giver mulighed for udlejning og køb af film, som kan vises i hjemmet. Internet har givet nye muligheder for simultandistribution af film, som strømmer fra et videocenter via bredbånd til forbrugerne i hjemmet. Film bruges også til at kommunikere med eller til at fortælle, hvad der sker i verden.

## Filmkategorier
Film kan inddeles i talrige kategorier. For det meste bliver film inddelt efter handling som actionfilm eller dokumentarfilm, men film kan også inddeles efter produktionsmetode:
- Animationsfilm
  - Dukkefilm
  - Tegnefilm
  - Computeranimationsfilm
- Dokumentarfilm
- Eksperimentalfilm
- Episodefilm
- Kortfilm
- Novellefilm
- Propagandafilm
- Reklamefilm
- Spillefilm

## Ekstern kilde/henvisning
Digitale film Arkiveret 13. august 2018 hos  Wayback Machine